# ラブ in ローマ
『ラブ in ローマ』（When in Rome）は、2002年のテレビ映画である。オルセン姉妹の主演。なお、WOWOW放送時の日本語題は『オルセン姉妹のローマでお仕事』であった。

## あらすじ
チャーリーとレイラは、夏休みをファッションデザインの会社のインターンとして過ごすため、ローマへやってきた。慣れぬ仕事ゆえに失敗が多く、インターンを首になってしまう。しかし、会長のデレクが、仕事への復帰を認めた。その間にチャーリーは、同じくインターンに加わっていたパオロに惹かれていく。レイラは会長の甥ライアンに出会い、次第にいい雰囲気になっていく。ところがある日、レイラはローマ・オフィスの責任者が新作デザインを横流ししている事実を知る。

## キャスト
（）内は吹き替えキャスト
- チャーリー：メアリー・ケイト・オルセン（佐古真弓）
- レイラ:アシュレー・オルセン（坂本真綾）
- ジェイミ：レスリー・ダノン（田中敦子）
- デレク・ハモンド：ジュリアン・ストーン（寺杣昌紀）
- パオロ：ミケランジェロ・トマソ（鳥海浩輔）
- ノブ：アーチー・カオ（鈴木正和）

## DVD
2005年1月、『パスポート to パリ』、『ニューヨーク・ミニット』と共にワーナー・ホーム・ビデオより日本語版のDVDがリリースされた。
本作のサウンドトラックアルバムが、デジタル・ダウンロードとCDでリリースされている（日本ではデジタル・ダウンロードのみ）。